# František Raboň senior
|  | No confondre amb el seu fill František Raboň |

František Raboň (28 de novembre de 1959) va ser un ciclista txecoslovac que s'especialitzà en la pista. Va guanyar dues medalles als Campionats del món en Persecució per equips.
El seu fill František també es dedicà al ciclisme.

## Palmarès
- 1983
  - Vencedor d'una etapa del Tour de Normandia